# Periode (geologie)
Een periode is een rang voor tijdperken in de geologische geschiedenis. Periodes zijn onderverdelingen van era's. Zelf zijn ze onderverdeeld in kortere tijdperken met de rang van tijdvakken of tijdsnedes. 
In lengte variëren periodes van 250 tot 23,03 miljoen jaar (Ma). Gesteentelagen die tijdens een periode zijn afgezet vormen een systeem met dezelfde naam. Ze worden herkend aan de hand van gesteentetypen, fossielen, of chemische en magnetische eigenschappen.
Veel van de meest gebruikte geologische tijdperken zijn periodes, waaronder enkele al in de vroege 19e eeuw gebruikte namen. De naam van de periode Krijt werd al in 1822 gebruikt door de Belgische geoloog Jean d'Omalius d'Halloy. In hetzelfde jaar definieerden William Conybeare en William Phillips in Engeland het Carboon. Daarop volgden het Cambrium, Siluur, Devoon en Jura. Met het principe van superpositie stelde men de volgorde van de systemen vast: jongere lagen worden altijd boven de oudere aangetroffen. Het bleek dat de systemen aan de hand van hun karakteristieke fossielen ook in het vasteland van Europa en in Rusland te vervolgen zijn. Al snel werden ze ook in andere werelddelen herkend.
In de officiële tijdschaal van de ICS bestaat het eon Fanerozoïcum uit twaalf periodes. Het ICS heeft aan het begin van de 21e eeuw ook het Proterozoïcum provisorisch in periodes verdeeld. Deze zijn minder gangbaar en bekend, en de indeling kan in de toekomst mogelijk weer veranderen.